# Mara Corday
Mara Corday est une actrice, mannequin et showgirl américaine née le 3 janvier 1930 à Santa Monica en Californie et morte le 9 février 2025 à Valencia dans le même État américain. 

## Biographie
En octobre 1958, Mara Corday a posé en tant que playmate pour le magazine Playboy : ce fut le seul numéro présentant deux playmates non apparentées (la seconde se nommait Pat Sheehan). 
Mara Corday meurt le 9 février 2025 à Valencia en Californie à l'âge de 95 ans.

## Filmographie

### Cinéma

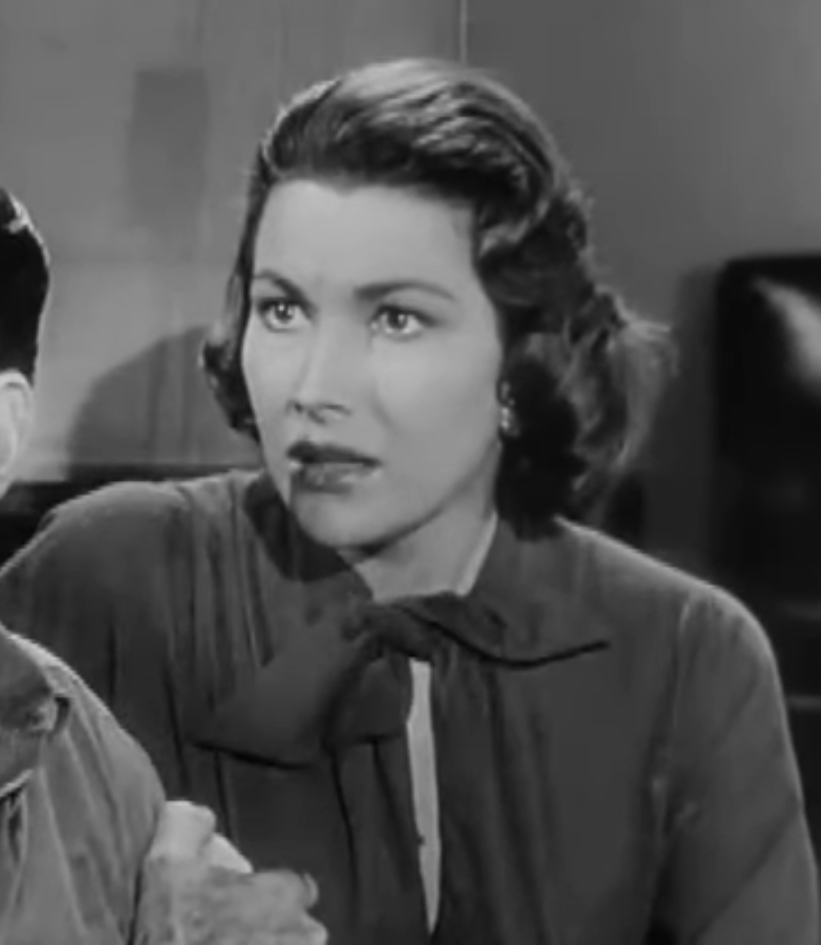
Corday dans The Giant Claw (1957).

- 1951 : Les Coulisses de Broadway : la showgirl
- 1952 : Sea Tiger : Lola
- 1952 : Le Fils d'Ali Baba : la fille au balcon
- 1952 : Le Shérif de Tombstone : Bit Role
- 1953 : Madame voulait un manteau de vison : le mannequin
- 1953 : Problem Girls : Dorothy Childers
- 1953 : Tarzan et la diablesse : la femme Locopo
- 1953 : Sweethearts on Parade : Belle
- 1953 : Un galop du diable : la serveuse
- 1954 : Yankee Pasha : la fille du harem
- 1954 : Fille de plaisir : Pam
- 1954 : La Rivière sanglante : Sue
- 1954 : Francis Joins the WACS : Kate
- 1954 : Vengeance à l'aube : Letty Diamond
- 1954 : So This Is Paris : Yvonne
- 1955 : L'Homme qui n'a pas d'étoile : Moccasin Mary
- 1955 : Tornade sur la ville : Holly Kenton
- 1955 : La Muraille d'or : Maria
- 1955 : Tarantula ! : Stephanie Clayton
- 1956 : La Proie des hommes (Raw Edge)) : Paca
- 1956 : 24 Heures de terreur : Sharman Fulton
- 1956 : Naked Gun : Louisa Jackson et Morales
- 1957 : The Quiet Gun : Irene
- 1957 : The Giant Claw : Sally Caldwell
- 1957 : Undersea Girl : Valerie Hudson
- 1957 : Le Scorpion noir : Teresa Alvarez
- 1958 : Le Gang des filles : Vera Parkinson
- 1977 : L'Épreuve de force : Jail Matron
- 1983 : Le Retour de l'inspecteur Harry : Loretta
- 1989 : Pink Cadillac : Stick Lady
- 1990 : La Relève : l'interrogatrice

### Télévision
- 1951-1953 : Les Aventures de Kit Carson (The Adventures of Kit Carson) : plusieurs rôles (4 épisodes)
- 1952 : Craig Kennedy, criminologue : Lucille Merrill, Mae Gibson et Greta Varden (3 épisodes)
- 1959 : Peter Gunn : Emily (1 épisode)
- 1960 : Aventures dans les îles : Angel (1 épisode)
- 1960 : Au nom de la loi : saison 2 épisode 29 (Une femme dangereuse) : Lucinda Lorenz
- 1960 : Laramie : Rose (1 épisode)